# 뿌요뿌요!! 퀘스트
《뿌요뿌요!! 퀘스트》(ぷよぷよ!!クエスト)는 일본의 게임회사 세가에서 제작한 퍼즐 RPG 게임이다.